# Großer Preis von Deutschland 1961
Der Große Preis von Deutschland 1961 fand am 6. August 1961 auf dem Nürburgring bei Nürburg statt und war das sechste Rennen der Automobil-Weltmeisterschaft 1961. Der Grand Prix hatte auch den FIA-Ehrentitel Großer Preis von Europa.

## Berichte

### Hintergrund
Der Große Preis auf dem Nürburgring 1961 war der 100. Grand Prix in der Automobil- bzw. Formel-1-Weltmeisterschaft und der 23. Große Preis von Deutschland.

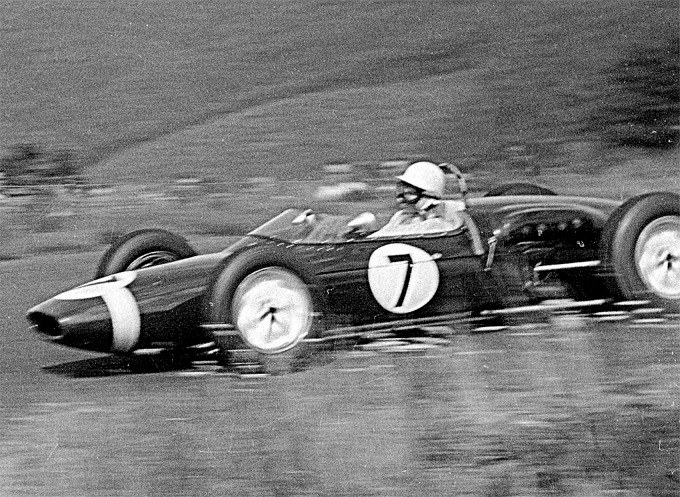
Stirling Moss 1961 auf dem Nürburgring

Nachdem Cooper die beiden vorherigen Saisons dominiert hatte, bei den ersten Rennen 1961 aber nur im Mittelfeld gefahren war und wenige Punkte erzielt hatte, setzte das Team beim Großen Preis von Deutschland zum ersten Mal den neuen FWMV-Motor von Coventry Climax ein. Dieser V8-Motor war in den letzten drei Saisonrennen im Cooper T58 von Jack Brabham eingebaut. Das neue Fahrzeug diente jedoch lediglich Testzwecken und erreichte bei keinem Rennen das Ziel. In den folgenden Jahren wurde der Climax-Motor eines der erfolgreichsten Aggregate. Cooper meldete für Brabham neben dem Cooper T58 noch einen Cooper T55, den Brabham aber nicht fuhr. Sein Teamkollege Bruce McLaren fuhr den Rest der Saison mit einem Cooper T55. Ferrari erhöhte die Anzahl seiner Wagen auf vier. Neben den Stammfahrern Wolfgang Graf Berghe von Trips, Phil Hill und Richie Ginther erhielt Willy Mairesse ein Cockpit. Der Große Preis von Deutschland war sein einziges Saisonrennen für Ferrari. Er bestritt jedoch bereits ein Jahr zuvor einige Rennen für dieses Team und wurde ab 1962 Stammfahrer. Eine weitere personelle Veränderung bei den Werksteams war bei Porsche zu verzeichnen. Neben Joakim Bonnier und Dan Gurney fuhr Hans Herrmann das zweite Saisonrennen für den Rennstall. Herrmann zog sich anschließend aus der Automobilweltmeisterschaft zurück; 1966 kam er noch einmal für ein Rennen zurück.

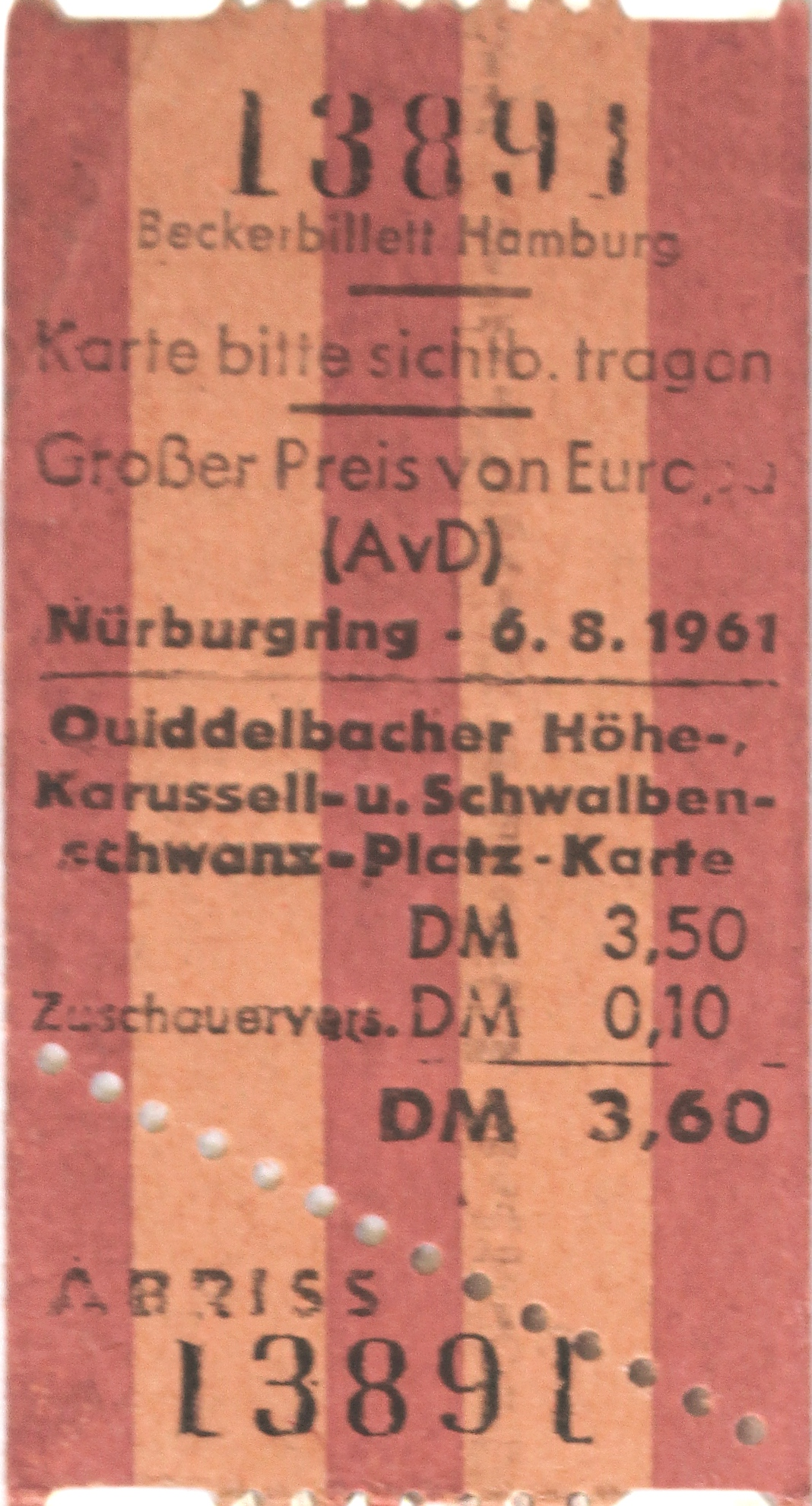
Eintrittskarte

Viele Teams waren mit privaten Wagen für den Grand Prix gemeldet, in den meisten Fällen mit einem Lotus 18 oder einem Cooper T53. Stirling Moss fuhr für das Rob Walker Racing Team, Maurice Trintignant nach einem Rennen Pause erneut für die Scuderia Serenissima. Camoradi International meldete sich ein letztes Mal für einen Grand Prix der Automobilweltmeisterschaft und konzentrierte sich anschließend wieder auf nordamerikanische Rennserien. Für das Team war Ian Burgess gemeldet, für den mit dem Rückzug von Camoradi International die Saison beendet war. Er fuhr im folgenden Jahr weiterhin private Cooper. Die Scuderia Colonia meldete zwei Lotus 18 für Michael May und Wolfgang Seidel. Es war das letzte Rennen in Mays Karriere. Außerdem fuhr Tony Marsh das letzte Mal im Rahmen der Automobilweltmeisterschaft. Für Bernard Collomb und Tony Maggs war es das letzte Saisonrennen.
In der Fahrerwertung hatte Graf Berghe von Trips zwei Punkte Vorsprung auf seinen Teamkollegen Phil Hill und elf Punkte Vorsprung auf Ginther. Noch hatten alle Fahrer theoretische Chancen Weltmeister zu werden, während die Konstrukteursweltmeisterschaft bereits zugunsten von Ferrari entschieden war. Einige Wochen vor dem Rennen gewann Innes Ireland auf Lotus den Großen Preis von Solitude, ein Hinweis darauf, dass Lotus die Lücke zu Ferrari geschlossen und die Chance hatte, die Dominanz von Ferrari zu beenden, die überlegen die letzten vier Rennen gewannen.
Mit Tony Brooks nahm ein ehemaliger Sieger am Rennen teil, er gewann den Großen Preis von Deutschland 1958 auf dem Nürburgring und den Großen Preis von Deutschland 1959 auf der AVUS in Berlin. 1960 fand das Rennen im Rahmen der Formel 2 statt, Sieger war Bonnier. Bei den Konstrukteuren war nur Ferrari vorher mehrfach siegreich. Der Große Preis von Deutschland 1961 war das insgesamt 100. Rennen der Automobilweltmeisterschaft, die seit 1950 ausgetragen wurde.

### Training
Da auf dem Nürburgring damals mehr das fahrerische Talent als die Leistung der Wagen ausschlaggebend war, wurde das Duell um die Pole-Position ein Kampf zwischen verschiedenen Teams und Fahrern, bei dem sich fünf verschiedene Konstrukteure für die ersten sechs Startplätze qualifizierten. Phil Hill setzte dabei seine Serie von ersten Startplätzen weiter fort und erreichte diese Position zum fünften Mal in Folge, aber auch zum letzten Mal in seiner Karriere. Phil Hill war der einzige Fahrer mit einer Zeit unter neun Minuten, er hatte auf den Zweitplatzierten Brabham mehr als sechs Sekunden Vorsprung. Der neue Cooper von Brabham bewies mit dem zweiten Startplatz, dass er konkurrenzfähiger als sein Vorgänger ist, denn sein Teamkollege McLaren qualifizierte sich mit dem alten Cooper nur auf Rang zwölf. Hinter Brabham kam Moss auf Rang drei vor Bonnier, Graf Berghe von Trips und Graham Hill. Graf Berghe von Trips hatte im Training technische Probleme an seinem Wagen und erreichte dadurch keinen Platz in der ersten Startreihe. Im Mittelfeld startete Gurney vor Jim Clark, Brooks und John Surtees.
May verunglückte im Training und konnte nicht am Rennen teilnehmen.

### Rennen
Das neue V8-Aggregat von Climax zeigte bereits im ersten Rennen eine deutliche Verbesserung zum vorherigen Motor und Brabham ging beim Start in Führung. Allerdings war die Strecke noch etwas nass, da es eine Stunde vor Rennbeginn kräftig geregnet hatte. Brabham drehte sich während der ersten Runde von der Strecke und durchbrach eine der damals noch vorhandenen Hecken. Jack Brabham blieb unverletzt. Einer der Gründe für seinen Unfall war, dass er vorne Regenreifen und hinten Trockenreifen aufgezogen hatte. Durch diesen Ausfall führte im Anschluss Moss vor Bonnier und Gurney. Phil Hill schloss auf diese drei Fahrer auf und überholte sie, Moss konterte jedoch und kam als Führender aus der ersten Runde. Er fuhr mit Regenreifen, die Konkurrenz hinter ihm auf Trockenreifen.
Während Moss den Vorsprung auf die beiden Ferraris von Phil Hill und Graf Berghe von Trips ausbaute, verunfallte Graham Hill mit seinem B.R.M., als er mit Gurney kollidierte. Gurney setzte das Rennen daraufhin mit beschädigtem Wagen fort, Graham Hill schied aus. Ireland musste das Rennen wegen eines Feuers an seinem Wagen aufgeben. Mitten auf der Geraden geriet sein Lotus in Brand und er musste hart bremsen, um anzuhalten, dabei geriet sein rechter Arm in Flammen. Ireland überstand diesen Zwischenfall unverletzt, sein Wagen brannte jedoch völlig aus. Nachdem Seidel mit defekter Lenkung ausgeschieden war, waren im weiteren Rennverlauf vorwiegend Motorschäden der Ausfallgrund verschiedener Fahrer. Bonnier, Brooks, Bandini, Collomb und Trintignant waren betroffen, sodass keiner der B.R.M. das Ziel erreichte. Zwei Runden vor Rennende verunglückte außerdem Mairesse mit seinem Ferrari, als es erneut zu regnen begann.
An der Spitze fuhr Moss einen Vorsprung von mehreren Sekunden heraus, während sich hinter ihm Phil Hill und Graf Berghe von Trips hart und über mehrere Runden um Rang zwei duellierten. In Runde acht überholte Graf Berghe von Trips seinen Teamkollegen und beide Ferrari-Fahrer holten auf Moss auf, der bei abtrocknender Strecke immer noch mit Regenreifen fuhr. Drei Runden vor Rennende setzte der Regen erneut ein und Moss profitierte davon. Durch den Reifenvorteil erfuhr er sich einen Vorsprung von 20 Sekunden und gewann das Rennen, das von Juan Manuel Fangio abgewinkt wurde. Dies war der letzte Sieg von Moss in der Automobilweltmeisterschaft. Mit insgesamt 16 Siegen ist er bis heute der erfolgreichste Fahrer, der nie Weltmeister wurde. Dieser Sieg gilt auch als einer seiner besten, da er die überlegenen Ferraris auf einer fahrerisch anspruchsvollen Strecke mit Regenreifen auf trockener Strecke hinter sich hielt. Nach dem Rennen kommentierte Graf Berghe von Trips den Sieg von Moss damit, dass er in einigen Runden 15 Kurven richtig erwischt hatte, Moss jedoch alle Kurven in allen Runden. Es war zugleich auch die letzte Punkteplatzierung und Zielankunft in der Karriere von Moss. Graf Berghe von Trips erzielte Rang zwei vor Phil Hill und erhöhte damit seinen Vorsprung in der Fahrerweltmeisterschaft auf vier Punkte. Moss verbesserte sich auf Position drei vor Ginther. Nur diese vier Fahrer hatten noch theoretische Chancen auf den Weltmeistertitel. Für Graf Berghe von Trips war es ebenfalls die letzte Zielankunft in seiner Karriere, er verunglückte tödlich beim folgenden Grand Prix, dem Großen Preis von Italien. Clark erreichte als Vierter das Ziel, Surtees wurde Fünfter. Den letzten Punkt erhielt McLaren für Platz sechs. Gurney verfehlte die Punkteränge auf Rang sieben. Er kam vor Ginther, Lewis und Salvadori ins Ziel.
Die schnellste Rennrunde fuhr Phil Hill, der damit auch einen neuen Rundenrekord aufstellte; es war seine letzte schnellste Rennrunde in der Automobilweltmeisterschaft.

## Meldeliste
| Team                       | Nr. | Fahrer                         | Chassis     | Motor           | Reifen |
| -------------------------- | --- | ------------------------------ | ----------- | --------------- | ------ |
| Cooper Car Company         | 01  | Jack Brabham                   | Cooper T58  | Climax 1.5 V8   | D      |
| Cooper Car Company         | 01  | Jack Brabham                   | Cooper T55  | Climax 1.5 L4   | D      |
| Cooper Car Company         | 02  | Bruce McLaren                  | Cooper T55  | Climax 1.5 L4   | D      |
| Scuderia Ferrari SpA SEFAC | 03  | Wolfgang Graf Berghe von Trips | Ferrari 156 | Ferrari 1.5 V6  | D      |
| Scuderia Ferrari SpA SEFAC | 04  | Phil Hill                      | Ferrari 156 | Ferrari 1.5 V6  | D      |
| Scuderia Ferrari SpA SEFAC | 05  | Richie Ginther                 | Ferrari 156 | Ferrari 1.5 V6  | D      |
| Scuderia Ferrari SpA SEFAC | 06  | Willy Mairesse                 | Ferrari 156 | Ferrari 1.5 V6  | D      |
| Rob Walker Racing Team     | 07  | Stirling Moss                  | Lotus 18/21 | Climax 1.5 L4   | D      |
| Porsche System Engineering | 08  | Joakim Bonnier                 | Porsche 718 | Porsche 1.5 B4  | D      |
| Porsche System Engineering | 09  | Dan Gurney                     | Porsche 718 | Porsche 1.5 B4  | D      |
| Porsche System Engineering | 10  | Hans Herrmann                  | Porsche 718 | Porsche 1.5 B4  | D      |
| Team Lotus                 | 14  | Jim Clark                      | Lotus 21    | Climax 1.5 L4   | D      |
| Team Lotus                 | 15  | Innes Ireland                  | Lotus 21    | Climax 1.5 L4   | D      |
| Owen Racing Organisation   | 16  | Tony Brooks                    | BRM P48/57  | Climax 1.5 L4   | D      |
| Owen Racing Organisation   | 17  | Graham Hill                    | BRM P48/57  | Climax 1.5 L4   | D      |
| Yeoman Credit Racing Team  | 18  | John Surtees                   | Cooper T53  | Climax 1.5 L4   | D      |
| Yeoman Credit Racing Team  | 19  | Roy Salvadori                  | Cooper T53  | Climax 1.5 L4   | D      |
| Scuderia Serenissima       | 20  | Maurice Trintignant            | Cooper T51  | Maserati 1.5 L4 | D      |
| Scuderia Colonia           | 25  | Michael May                    | Lotus 18    | Climax 1.5 L4   | D      |
| Scuderia Colonia           | 26  | Wolfgang Seidel                | Lotus 18    | Climax 1.5 L4   | D      |
| Gerry Ashmore              | 27  | Gerry Ashmore                  | Lotus 18    | Climax 1.5 L4   | D      |
| H&L Motors                 | 28  | Jackie Lewis                   | Cooper T53  | Climax 1.5 L4   | D      |
| Camoradi International     | 30  | Ian Burgess                    | Cooper T53  | Climax 1.5 L4   | D      |
| Ecurie Maarsbergen         | 31  | Carel Godin de Beaufort        | Porsche 718 | Porsche 1.5 B4  | D      |
| Scuderia Centro Sud        | 32  | Lorenzo Bandini                | Cooper T53  | Maserati 1.5 L4 | D      |
| Louise Bryden-Brown        | 33  | Tony Maggs                     | Lotus 18    | Climax 1.5 L4   | D      |
| Tony Marsh                 | 37  | Tony Marsh                     | Lotus 18    | Climax 1.5 L4   | D      |
| Bernard Collomb            | 38  | Bernard Collomb                | Cooper T53  | Climax 1.5 L4   | D      |

## Klassifikationen

### Startaufstellung
| Pos. | Fahrer                         | Konstrukteur    | Zeit    | Ø-Geschwindigkeit | Start |
| ---- | ------------------------------ | --------------- | ------- | ----------------- | ----- |
| 01   | Phil Hill                      | Ferrari         | 8:55,2  | 153,43 km/h       | 01    |
| 02   | Jack Brabham                   | Cooper-Climax   | 9:01,4  | 151,67 km/h       | 02    |
| 03   | Stirling Moss                  | Lotus-Climax    | 9:01,7  | 151,59 km/h       | 03    |
| 04   | Joakim Bonnier                 | Porsche         | 9:04,8  | 150,73 km/h       | 04    |
| 05   | Wolfgang Graf Berghe von Trips | Ferrari         | 9:05,5  | 150,53 km/h       | 05    |
| 06   | Graham Hill                    | B.R.M.-Climax   | 9:06,4  | 150,29 km/h       | 06    |
| 07   | Dan Gurney                     | Porsche         | 9:06,6  | 150,23 km/h       | 07    |
| 08   | Jim Clark                      | Lotus-Climax    | 9:08,1  | 149,82 km/h       | 08    |
| 09   | Tony Brooks                    | B.R.M.-Climax   | 9:09,3  | 149,49 km/h       | 09    |
| 10   | John Surtees                   | Cooper-Climax   | 9:11,2  | 148,98 km/h       | 10    |
| 11   | Hans Herrmann                  | Porsche         | 9:12,7  | 148,57 km/h       | 11    |
| 12   | Bruce McLaren                  | Cooper-Climax   | 9:13,0  | 148,49 km/h       | 12    |
| 13   | Willy Mairesse                 | Ferrari         | 9:15,9  | 147,72 km/h       | 13    |
| 14   | Richie Ginther                 | Ferrari         | 9:16,6  | 147,53 km/h       | 14    |
| 15   | Roy Salvadori                  | Cooper-Climax   | 9:22,0  | 146,11 km/h       | 15    |
| 16   | Innes Ireland                  | Lotus-Climax    | 9:22,9  | 145,88 km/h       | 16    |
| 17   | Carel Godin de Beaufort        | Porsche         | 9:28,4  | 144,47 km/h       | 17    |
| 18   | Jackie Lewis                   | Cooper-Climax   | 9:31,4  | 143,71 km/h       | 18    |
| 19   | Lorenzo Bandini                | Cooper-Maserati | 9:35,4  | 142,71 km/h       | 19    |
| 20   | Tony Marsh                     | Lotus-Climax    | 9:37,7  | 142,14 km/h       | 20    |
| 21   | Maurice Trintignant            | Cooper-Maserati | 9:38,5  | 141,95 km/h       | 21    |
| 22   | Tony Maggs                     | Lotus-Climax    | 9:45,5  | 140,25 km/h       | 22    |
| 23   | Wolfgang Seidel                | Lotus-Climax    | 9:59,9  | 136,88 km/h       | 23    |
| 24   | Ian Burgess                    | Cooper-Climax   | 10:01,4 | 136,54 km/h       | 24    |
| 25   | Gerry Ashmore                  | Lotus-Climax    | 10:06,0 | 135,50 km/h       | 25    |
| 26   | Bernard Collomb                | Cooper-Climax   | 10:23,0 | 131,81 km/h       | 26    |

### Rennen
| Pos. | Fahrer                         | Konstrukteur    | Runden | Stopps | Zeit       | Start | Schnellste Runde |
| ---- | ------------------------------ | --------------- | ------ | ------ | ---------- | ----- | ---------------- |
| 01   | Stirling Moss                  | Lotus-Climax    | 15     |        | 2:18:12,4  | 03    | 9:01,0           |
| 02   | Wolfgang Graf Berghe von Trips | Ferrari         | 15     |        | + 21,4     | 05    | 8:59,9           |
| 03   | Phil Hill                      | Ferrari         | 15     |        | + 22,5     | 01    | 8:57,8           |
| 04   | Jim Clark                      | Lotus-Climax    | 15     |        | + 1:17,1   | 08    | 9:07,2           |
| 05   | John Surtees                   | Cooper-Climax   | 15     |        | + 1:53,1   | 10    | 9:06,1           |
| 06   | Bruce McLaren                  | Cooper-Climax   | 15     |        | + 2:41,4   | 12    | 9:10,1           |
| 07   | Dan Gurney                     | Porsche         | 15     |        | + 3:23,1   | 07    | 9:10,0           |
| 08   | Richie Ginther                 | Ferrari         | 15     |        | + 5:23,7   | 14    | 9:18,1           |
| 09   | Jackie Lewis                   | Cooper-Climax   | 15     |        | + 5:23,7   | 18    | 9:22,6           |
| 10   | Roy Salvadori                  | Cooper-Climax   | 15     |        | + 12:11,5  | 15    | 9:18,3           |
| 11   | Tony Maggs                     | Lotus-Climax    | 14     |        | + 1 Runde  | 22    | 9:44,5           |
| 12   | Ian Burgess                    | Cooper-Climax   | 14     |        | + 1 Runde  | 24    | 9:53,6           |
| 13   | Hans Herrmann                  | Porsche         | 14     |        | + 1 Runde  | 11    | 9:20,0           |
| 14   | Carel Godin de Beaufort        | Porsche         | 14     |        | + 1 Runde  | 17    | 9:27,4           |
| 15   | Tony Marsh                     | Lotus-Climax    | 13     |        | + 2 Runden | 20    | 9:29,3           |
| 16   | Gerry Ashmore                  | Lotus-Climax    | 13     |        | + 2 Runden | 25    | 9:46,1           |
| –    | Willy Mairesse                 | Ferrari         | 13     |        | DNF        | 13    | 9:04,1           |
| –    | Maurice Trintignant            | Cooper-Maserati | 12     |        | DNF        | 21    | 9:41,9           |
| –    | Bernard Collomb                | Cooper-Climax   | 11     |        | DNF        | 26    | 10:54,5          |
| –    | Lorenzo Bandini                | Cooper-Maserati | 10     |        | DNF        | 19    | 9:40,5           |
| –    | Tony Brooks                    | B.R.M.-Climax   | 6      |        | DNF        | 09    | 9:24,3           |
| –    | Joakim Bonnier                 | Porsche         | 5      |        | DNF        | 04    | 9:22,6           |
| –    | Wolfgang Seidel                | Lotus-Climax    | 3      |        | DNF        | 23    | 10:51,9          |
| –    | Innes Ireland                  | Lotus-Climax    | 1      |        | DNF        | 16    | 9:48,0           |
| –    | Graham Hill                    | B.R.M.-Climax   | 1      |        | DNF        | 06    | 9:41,6           |
| –    | Jack Brabham                   | Cooper-Climax   | –      |        | DNF        | 02    | –                |
| DNS  | Michael May                    | Lotus-Climax    | –      | –      | –          | –     | –                |

## WM-Stände nach dem Rennen
Die ersten sechs des Rennens bekamen 9, 6, 4, 3, 2, 1 Punkte. Es zählten nur die fünf besten Ergebnisse aus acht Rennen. In der Konstrukteurswertung bekamen die ersten sechs des Rennens 8, 6, 4, 3, 2, 1 Punkte, es zählten dabei nur die Punkte des bestplatzierten Fahrers eines Teams.

### Fahrerwertung
| Pos. | Fahrer                         | Konstrukteur    | Punkte |
| ---- | ------------------------------ | --------------- | ------ |
| 01   | Wolfgang Graf Berghe von Trips | Ferrari         | 33     |
| 02   | Phil Hill                      | Ferrari         | 29     |
| 03   | Stirling Moss                  | Lotus-Climax    | 21     |
| 04   | Richie Ginther                 | Ferrari         | 16     |
| 05   | Jim Clark                      | Lotus-Climax    | 11     |
| 06   | Dan Gurney                     | Porsche         | 9      |
| 07   | Giancarlo Baghetti             | Ferrari         | 9      |
| 08   | Jack Brabham                   | Cooper-Climax   | 4      |
| 09   | John Surtees                   | Cooper-Climax   | 4      |
| 10   | Bruce McLaren                  | Cooper-Climax   | 4      |
| 11   | Olivier Gendebien              | Ferrari         | 3      |
| 12   | Innes Ireland                  | Lotus-Climax    | 3      |
| 13   | Joakim Bonnier                 | Porsche         | 2      |
| 14   | Graham Hill                    | B.R.M.-Climax   | 1      |
| 15   | Roy Salvadori                  | Cooper-Climax   | 1      |
| 16   | Maurice Trintignant            | Cooper-Maserati | 0      |
| 17   | Cliff Allison                  | Lotus-Climax    | 0      |
| 18   | Lorenzo Bandini                | Cooper-Maserati | 0      |
| 19   | Hans Herrmann                  | Porsche         | 0      |

| Pos. | Fahrer                  | Konstrukteur                   | Punkte |
| ---- | ----------------------- | ------------------------------ | ------ |
| 20   | Tony Brooks             | B.R.M.-Climax                  | 0      |
| 21   | Jackie Lewis            | Cooper-Climax                  | 0      |
| 22   | Masten Gregory          | Cooper-Climax                  | 0      |
| 23   | Henry Taylor            | Lotus-Climax                   | 0      |
| 24   | Michael May             | Lotus-Climax                   | 0      |
| 25   | Tony Maggs              | Lotus-Climax                   | 0      |
| 26   | Ian Burgess             | Lotus-Climax                   | 0      |
| 27   | Carel Godin de Beaufort | Porsche                        | 0      |
| 28   | Trevor Taylor           | Lotus-Climax                   | 0      |
| 29   | Keith Greene            | Gilby-Climax                   | 0      |
| 30   | Wolfgang Seidel         | Lotus-Climax                   | 0      |
| 31   | Tony Marsh              | Lotus-Climax                   | 0      |
| 32   | Gerry Ashmore           | Lotus-Climax                   | 0      |
| –    | Tim Parnell             | Lotus-Climax                   | 0      |
| –    | Willy Mairesse          | Lotus-Climax / Lotus / Ferrari | 0      |
| –    | Lucien Bianchi          | Lotus-Climax                   | 0      |
| –    | Bernard Collomb         | Cooper-Climax                  | 0      |
| –    | Giorgio Scarlatti       | De Tomaso-Osca                 | 0      |
| –    | Massimo Natili          | Cooper-Maserati                | 0      |

### Konstrukteurswertung
| Pos. | Konstrukteur  | Punkte  |
| ---- | ------------- | ------- |
| 01   | Ferrari       | 38 (44) |
| 02   | Lotus-Climax  | 24      |
| 03   | Porsche       | 11      |
| 04   | Cooper-Climax | 10 (11) |

| Pos. | Konstrukteur    | Punkte |
| ---- | --------------- | ------ |
| 05   | B.R.M.-Climax   | 1      |
| –    | Cooper-Maserati | 0      |
| –    | Gilby-Climax    | 0      |
| –    | De Tomaso-OSCA  | 0      |